# Leucolejeunea paroica
Leucolejeunea paroica là một loài Rêu trong họ Lejeuneaceae. Loài này được N. Kitag. mô tả khoa học đầu tiên..